# Giá trị (khoa học máy tính)
Trong khoa học máy tính, giá trị (tiếng Anh: value) là một biểu thức mà không thể đánh giá thêm được nữa (một dạng chuẩn). Các thành viên của một loại là những giá trị của kiểu đó. Ví dụ, biểu thức 1 + 2 không phải là giá trị bởi vì  nó có thể được rút gọn thành biểu thức 3. Biểu thức này không thể được rút gọn thêm nữa (và là thành viên của kiểu số tự nhiên - natural number) và do vậy là giá trị.
"Giá trị của một biến" được tính bởi ánh xạ trong môi trường. Trong ngôn ngữ với biến có thể gán, cần phân biệt giữa r-value (hay nội dung) và l-value (hay vị trí) của biến.
Trong ngôn ngữ (cấp cao) khai báo, giá trị phải được minh bạch tham chiếu. Điều này có nghĩa là giá trị kết quả độc lập với vị trí trong đó biểu thức (phụ) cần tính toán giá trị được lưu trữ. Chỉ nội dung của vị trí (giá trị bit, 1 hay 0) và sự thể hiện của chúng là quan trọng.